# Ośrodek duszpasterski św. Siostry Faustyny Kowalskiej w Białobrzegach
Ośrodek duszpasterski św. Siostry Faustyny Kowalskiej w Białobrzegach – parafia rzymskokatolicka, znajdująca się w diecezji ełckiej, w dekanacie Augustów – św. Bartłomieja Apostoła.